# Erbringen
Ne doit pas être confondu avec Ebringen.
Erbringen est un ortsteil de Beckingen en Sarre.

## Lieux et monuments

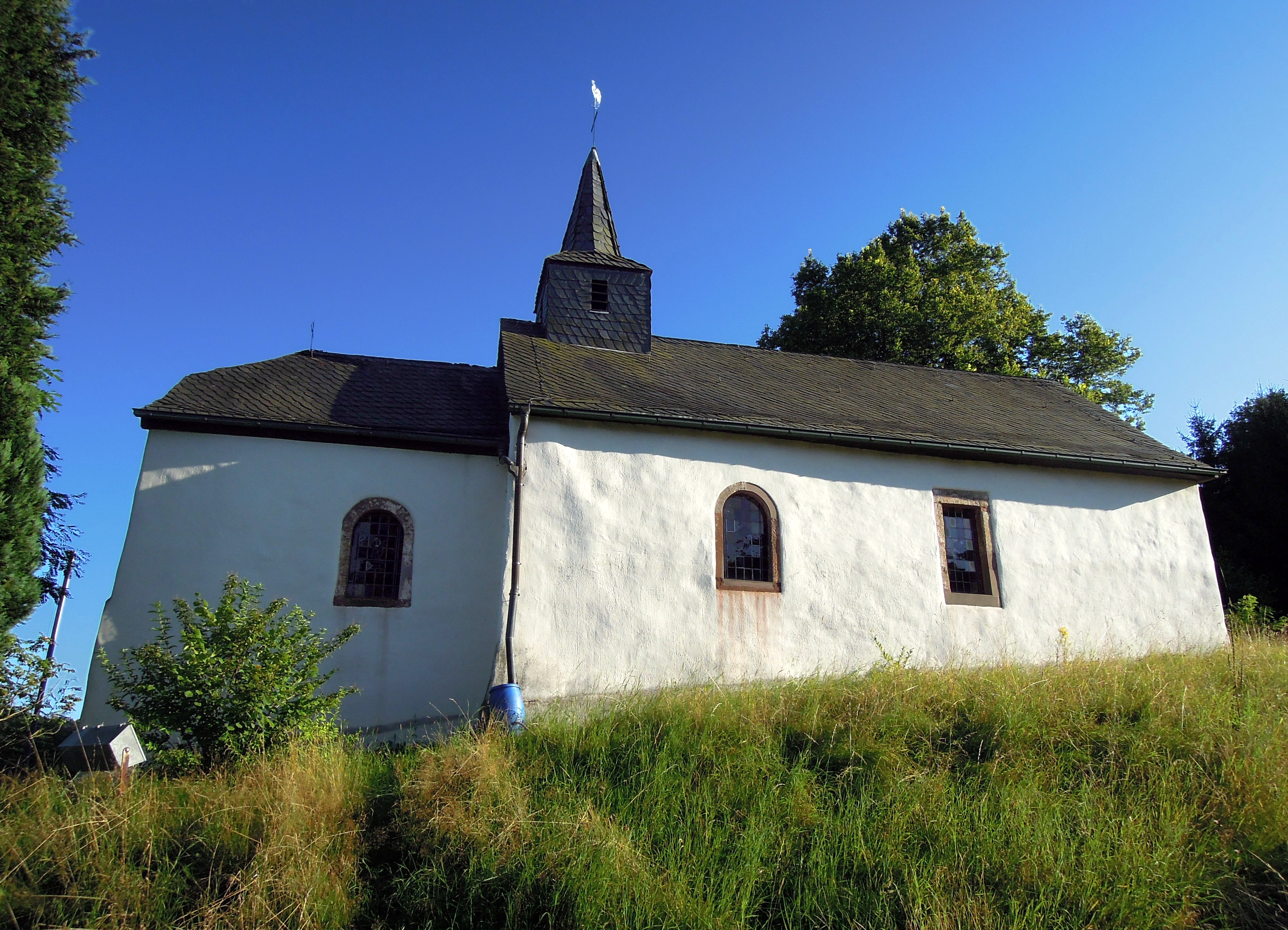
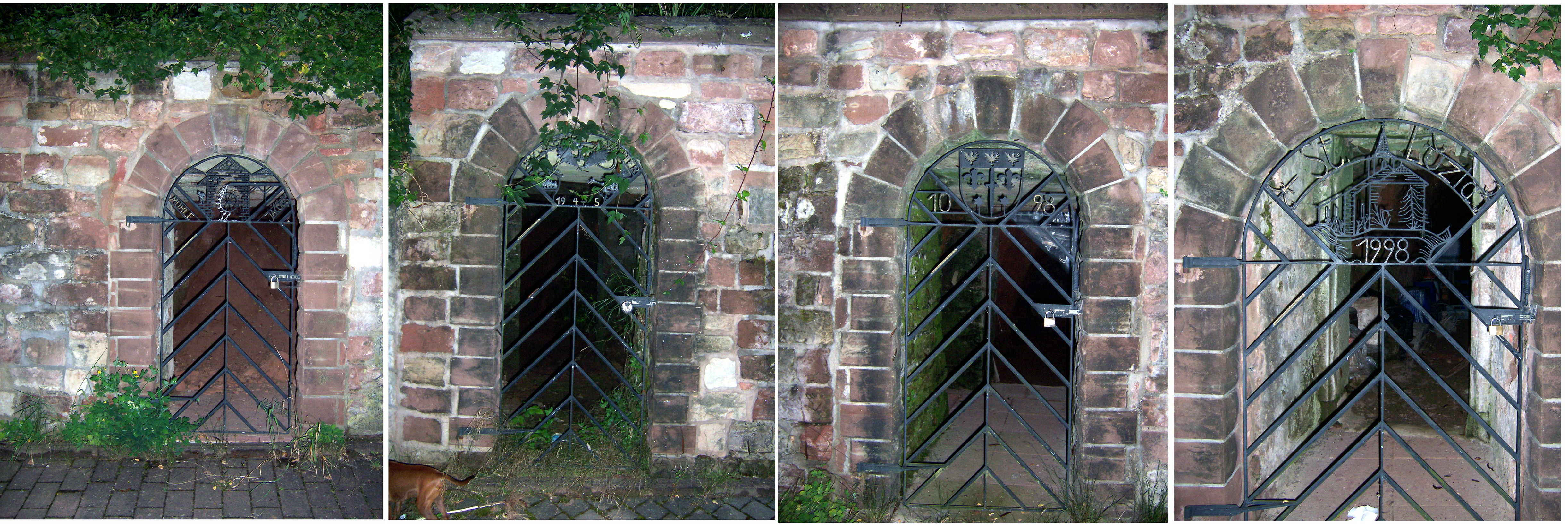